# Karyongore
Karyongore är ett periodiskt vattendrag i Burundi.   Det ligger i provinsen Bururi, i den centrala delen av landet, 70 kilometer sydost om huvudstaden Bujumbura.
I omgivningarna runt Karyongore växer huvudsakligen savannskog. Runt Karyongore är det ganska tätbefolkat, med 124 invånare per kvadratkilometer.